# Cantone di Beaumont
Il Cantone di Beaumont è una divisione amministrativa dell'Arrondissement di Clermont-Ferrand.
A seguito della riforma approvata con decreto del 21 febbraio 2014, che ha avuto attuazione dopo le elezioni dipartimentali del 2015, non ha subìto modifiche.

## Composizione
Comprende i 3 comuni di
- Beaumont
- Ceyrat
- Saint-Genès-Champanelle